# Lope de Vega

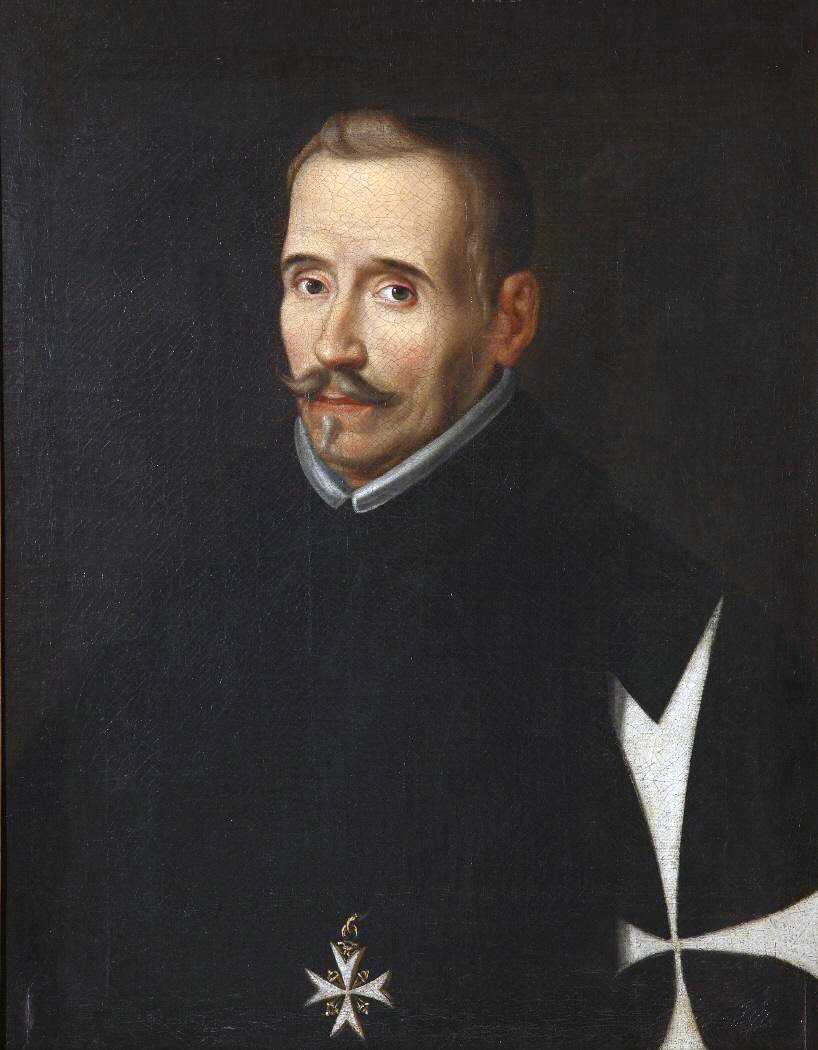
Lope de Vega.

Lope de Vega (* 25. November 1562 in Madrid; † 27. August 1635 ebenda; vollständiger Name: Félix Lope de Vega Carpio) war ein bedeutender spanischer Dichter des sogenannten Goldenen Zeitalters (spanisch Siglo de Oro).

## Leben
Lope de Vega war Sohn einer einfachen Familie, die in den Bergen von Kantabrien lebte. Am 6. Dezember 1562 wurde er in San Miguel de los Octoes getauft. Er hatte vier Geschwister: Francisco, Juliana, Luisa und Juan. Einen Teil seiner Kindheit verbrachte er im Hause seines Onkels, der Inquisitor von Sevilla war.
1574 ging er auf die Jesuitenschule Madrid und ein Jahr später erschien sein Lustspiel El verdadero amante. 1577 nahm er sein Studium an der Universität Alcalá auf, das er 1581 beendete. 1579 trat Lope de Vega in den Dienst von Bischof Jerónimo Manrique, der ihm vermutlich beim Abschluss an der Universität von Alcalá behilflich war. 1580 verliebte er sich in María de Aragón (Marfisa); ihre gemeinsame Tochter Manuela wurde am 2. Januar 1581 getauft. 1583 lernte er Elena Osorio, die Tochter des Intendanten Jerónimo Velázquez, für den er Theaterstücke schrieb, kennen. Obwohl Elena Osorio mit Cristóbal Calderón verheiratet war, begann er eine Liebesaffäre mit ihr, die über vier Jahre andauerte, was die Verfeindung mit ihrem Vater zur Folge hatte.
Ende der 1580er Jahre war Lope de Vega bereits ein begehrter Autor, wenn nicht sogar der begehrteste und beste von ganz Spanien. 1585 starb seine Tochter Manuela. Am 29. Dezember 1587 wurde Lope de Vega im Corral de la Cruz während einer Aufführung festgenommen, weil er eine Satire und ein Sonett gegen Jerónimo Velázquez und seine Familie, insbesondere gegen dessen Tochter Elena Osorio, geschrieben hatte. Im Gefängnis verfasste er weiterhin verleumderische Briefe und Verse gegen Elena Osorio, so dass er am 7. Februar 1588 für zwei Jahre aus dem Königreich Kastilien und für vier Jahre vom Hofe verbannt wurde. Am Tage darauf verließ Lope de Vega mit Isabel de Urbina, die er am 10. Mai aus taktischen Gründen heiratete, Madrid.
Die folgende Zeit lebten sie in Valencia, wo ihre erste gemeinsame Tochter Antonia zur Welt kam. Am 29. Mai meldete er sich freiwillig in Lissabon auf ein Schiff und nahm 1588 am Zuge der Armada Invencible teil. Nach seiner Rückkehr nach Valencia war Lope de Vega sehr aktiv und schrieb sein Werk Primer florilegio de romances. Lope de Vega war von 1591 bis 1595 Sekretär des Herzogs von Alba. 1594 starben seine Tochter Antonia und seine Frau Isabel von Urbina bei der Geburt einer weiteren Tochter, Teodora, die zwei Jahre später ebenfalls verstarb.
1595 verließ Lope de Vega die Dienste des Herzogs von Alba und kehrte nach Madrid zurück. Dort wurde er 1596 für die „wilde Ehe“, die er mit der verwitweten Antonia Trillo de Armenta führte, gerichtlich zur Verantwortung gezogen. Im selben Jahr lernte er die Schauspielerin Micaela Luján kennen, mit der er wenige Jahre später eine Affäre hatte. 1598 heiratete Lope de Vega Juana Guardo, die Tochter eines reichen Fisch- und Fleischlieferanten, in der Iglesia de Santa Cruz in Madrid. Diese Hochzeit war wohl bedacht, denn Juana brachte eine große Mitgift mit in die Ehe. Von 1599 bis 1607 hat Lope, weiterhin verheiratet, eine Affäre mit Micaela Luján, mit der er in Sevilla, Granada, Toledo und Madrid lebte. Mindestens fünf der neun Kinder Micaelas waren von Lope de Vega.
1607 trat er anfänglich als „geheimer“ Sekretär, später als Sekretär für politische Briefe und Liebesbriefe in den Dienst von Luis Fernando de Córdoba. Die anfänglich rein berufliche Beziehung, die 28 Jahre dauerte, wurde zu einer wahren Freundschaft. Zwei Jahre später erschien das Werk Arte Nuevo, in dem er kund gibt, sehr stolz darauf zu sein, 483 Komödien geschrieben zu haben. Außerdem entwickelte er in diesem Werk seine Ideen über die dramatische Kunst, in der die natürliche Schönheit das Ideal der Kunst darstellt.
Im August 1613 starb Lope de Vegas Frau Juana Guardo. Im Laufe des Frühjahrs 1614 wurde Lope de Vega zum Priester geweiht.
1635 verstarb Lope de Vega in seinem Haus in Madrid, das zu seinen Ehren 1935 als Museum Casa Museo Lope de Vega eingerichtet wurde.

## Die Entwicklung des spanischen Dramas unter dem Einfluss von Lope de Vega
Er prägte die klassische Form der Comedia mit drei Akten, wechselnden Versmaßen und der Figur des „Gracioso“ (der lustige Gegenspieler des Helden). Die Hauptthemen in seinen Werken sind die Ehre, die Liebe, der Patriotismus und die Religion. Ein weiteres wichtiges Thema stellt die Familie dar, die oft mit der Ehre in Verbindung steht. Er schuf das „Mantel- und Degenstück“, das Volksdrama, in dem das Recht des Volkes gegen die Übergriffe des Adels herausgestellt wird, sowie mythologische und Schäferstücke. Seinen Ruhm erwarb er sich jedoch als Dramatiker. Von den vermutlich mehr als 1.500 Comedias sind etwa 500 erhalten (am bekanntesten ist Der Richter von Zalamea in der Bearbeitung von Calderón de la Barca), zudem 50 Fronleichnamsspiele; Vega ist ein Meister des spanischen Sonetts, pflegte aber auch das Epos, die einheimische Romanze, das komische Heldengedicht, außerdem Gedichte, Autos (sp.); bis zum Verbot 1765 in Spanien einaktiges kirchliche Festspiel für Straßenbühnen, insbesondere Komödien mit glänzender Charakterkunst und Romane („Dorotea“, 1632); die Novelle und die Epistel. Ein sehr bedeutender Unterschied zwischen der italienischen Commedia und der spanischen Comedia ist, dass sich die italienische sehr an der griechischen und der lateinischen Comedia orientiert, wohingegen die spanische Comedia sich auf die spanische Kultur alleine bezieht. Der Begründer des spanischen Nationaltheaters der Comedian gab er mit der Fülle vor allem Komödien, der Mischung von Ernst und Komik das endgültige Gepräge seiner oft sozialkritisch rund 470 erhaltenen Bühnenwerke. Seine Werke sind von natürlicher Frische. 

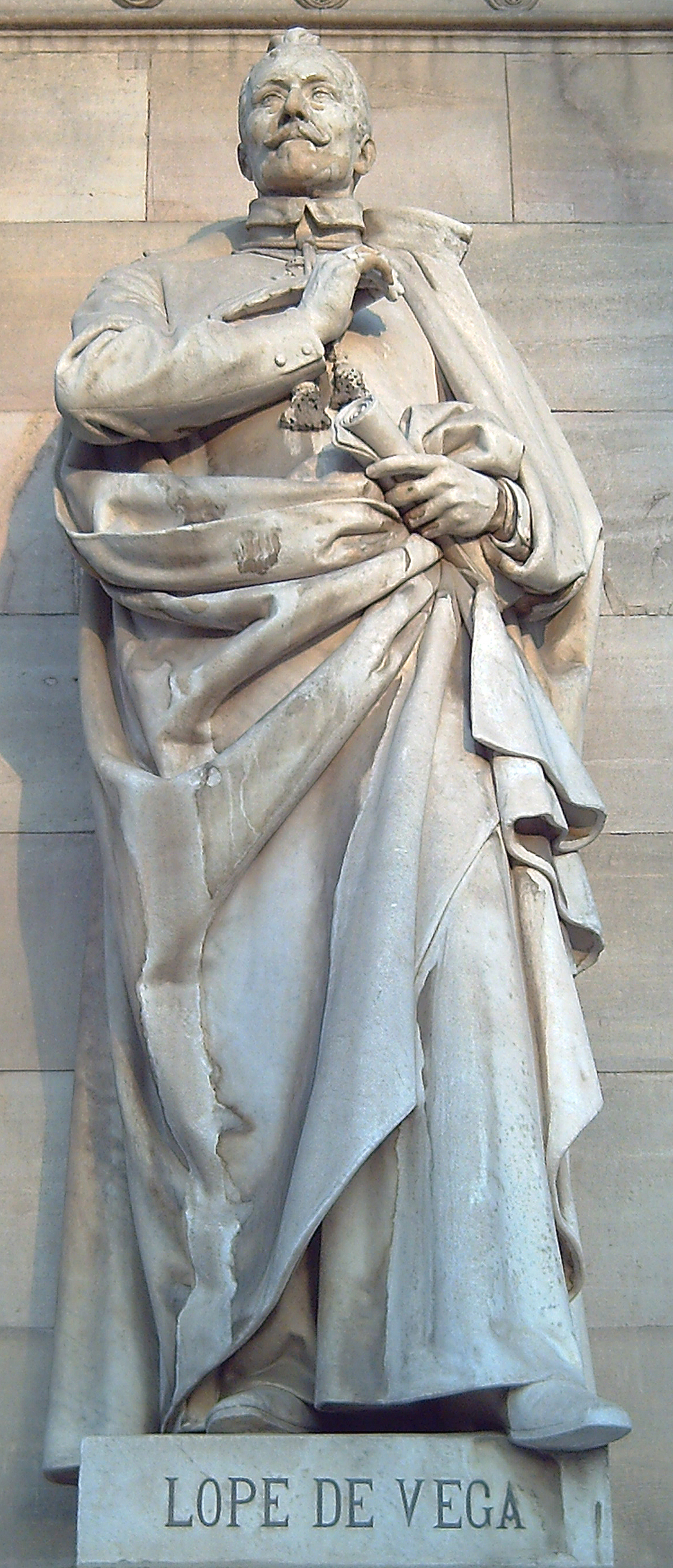
Statue von Lope de Vega in Madrid (Manel Fuxà, 19. Jahrhundert).

## Werke
Es gilt als gesichert, dass Lope de Vega weit mehr als 1.000 Werke schrieb. Zu den wichtigsten zählen:
- Programmschrift Arte nuevo de hacer comedias (1609)
- Das berühmte Drama von Fuente Ovejuna ISBN 3-15-008884-4
- Hirten von Bethlehem ISBN 3-458-33063-1
- El acero de Madrid
- Las almenas de Toro[4]
- Al pasar del arroyo[5]
- Los amantes sin amor[6]
- Amar, servir y esperar[7]
- Amar sin saber a quién[8]
- El amigo hasta la muerte
- El amor enamorado[9]
- Amor, pleito y desafío[10]
- Arauco domado por el Excelentísimo Señor Don García Hurtado de Mendoza[11]
- Las aventuras de Don Juan de Alarcos
- Ay, verdades que en amor...![12]
- Los bandos de Sena[13]
- Las batuecas del Duque de Alba[14]
- El bautismo del príncipe de Marruecos[15]
- La bella Aurora[16]
- La bella malmaridada[17]
- La boba para los otros y discreta para sí[18]
- Los paces de los reyes y judía de Toledo (deutsch: Die Versöhnung des Königspaars und die Jüdin von Toledo) (1610–1612)[19]
- El perro del hortelano[20]
- La viuda valenciana[21]
- La vitoria de la honra[22]
- La dama boba[23]

Im Januar 2023 wurde ein bis dahin anonymes Werk aus dem Fundus der spanischen Nationalbibliothek, La francesa Laura, mithilfe von künstlicher Intelligenz als weitere Komödie aus der Feder von Lope de Vega identifiziert. Das Stück wurde dem Spätwerk Lope de Vegas zugeordnet und auf den Zeitraum 1628 bis 1630 datiert. Anschließende Untersuchungen von Literaturhistorikern bestätigten das Ergebnis der künstlichen Intelligenz.

## Rezeption
Eine Erwähnung erfuhr Lope de Vega im 1901 veröffentlichten Roman Buddenbrooks von Thomas Mann, in dem eine der Figuren, der Grundstücksmakler Sigismund Gosch, an einer deutschen Übersetzung sämtlicher Dramen Lopes arbeitet.